# 4062 Schiaparelli
4062 Schiaparelli (1989 BF) là một tiểu hành tinh vành đai chính được phát hiện ngày 28 tháng 1 năm 1989 ở Osservatorio San Vittore ở Bologna. Nó được đặt theo tên nhà thiên văn học người Ý Giovanni Schiaparelli.